# Caupolicán Peña
Caupolicán Peña Reyes (Carahue, 15 settembre 1930) è un ex calciatore e allenatore di calcio cileno, di ruolo difensore.

## Carriera

### Giocatore
Da calciatore vinse un campionato cileno nel 1953, 1956 e 1960 con il Colo-Colo.

### Allenatore
Nella sua lunga carriera da allenatore vinse 1 campionati cileno con il Palestino (1978) e 1 Coppe del Cile (1977).

## Palmarès

### Giocatore
- Campionato cileno: 3

Colo Colo: 1953. 1956 e 1960

### Allenatore
- Campionato cileno: 1

Palestino: 1978
- Copa Chile: 1

Palestino: 1977